# Abwassergebühr
Abwassergebühren sind Kommunalabgaben, die von den Gemeinden aufgrund einer Gebühren-Satzung für die Inanspruchnahme einer öffentlichen Abwasserbeseitigungseinrichtung (Kanalisation und Kläranlage) von den Benutzern erhoben werden (Benutzungsgebühren). Eine Benutzungsgebühr kann nur für die tatsächliche Inanspruchnahme einer öffentlichen Einrichtung erhoben werden. Die bloße Benutzungsmöglichkeit reicht hierfür (anders als beim Beitrag) nicht aus.

## Arten
Die Rechtsgrundlage für den Erlass von entsprechenden Gebührensatzungen sind die Kommunalabgabengesetze der einzelnen Bundesländer.
Die Abwassergebühren können sein:
- Einleitungsgebühr für das Einleiten von Abwasser in eine öffentliche Entwässerungseinrichtung,
- Beseitigungsgebühr für die Beseitigung von Fäkalschlamm aus Hauskläranlagen,
- Grundgebühr für das Bereitstellen und Vorhalten der Entwässerungseinrichtung (=Inanspruchnahme einer Betriebsbereitschaft),
- Mindestgebühr, die -im Gegensatz zur Grundgebühr- eine bestimmte Leistung mit einschließt.

Nach einer Entscheidung des Bundesverwaltungsgerichts (BVerwG) bestehen gegen die Erhebung von Grundgebühren für öffentliche Einrichtungen keine verfassungsrechtlichen Bedenken. Die Mindestgebühr muss sich an der durchschnittlichen Mindestinanspruchnahme der Entwässerungseinrichtung orientieren. Dabei ist grundsätzlich auf den durchschnittlichen Wasserverbrauch eines Ein-Personen-Haushaltes abzustellen.
Abwasser im Sinne der kommunalen Gebührensatzungen ist das durch häuslichen, gewerblichen, landwirtschaftlichen oder sonstigen Gebrauch in seinen Eigenschaften veränderte Wasser und das bei Trockenwetter damit zusammen abfließende Wasser (Schmutzwasser) sowie das von Niederschlägen aus dem Bereich von bebauten oder befestigten Flächen gesammelt abfließende Wasser (Niederschlagswasser). Damit übernehmen die Kommunen in der satzungsrechtlichen Begriffsbestimmung den Begriff „Abwasser“ der im § 54 Abs. 1 Wasserhaushaltsgesetz (WHG) enthaltenen Legaldefinition.

## Gebührenmaßstab
Die Gebühren sind nach dem Ausmaß zu bemessen, nach dem die Benutzer die Entwässerungseinrichtung (Kanalisation und Kläranlage) in Anspruch nehmen. Die Gebührenmaßstäbe müssen dem Gleichheitssatz und dem Äquivalenzprinzip Rechnung tragen. Der Äquivalenzgrundsatz ist der auf die Gebühr bezogene Ausdruck des allgemeinen, auf Verfassungsrecht beruhenden bundesrechtlichen Grundsatzes der Verhältnismäßigkeit und besagt als solcher, dass die Gebühr nicht in einem Missverhältnis zu der vom Träger der öffentlichen Verwaltung erbrachten Leistung stehen darf. Für reine Schmutzwassereinleiter muss daher die Abwassergebühr gegenüber Einleitern von Schmutz- und Niederschlagswasser reduziert werden.
Maßgebend für die Gebührenbemessung ist die der Entwässerungseinrichtung zugeführte Abwassermenge (Wirklichkeitsmaßstab). Die exakte Feststellung der der Entwässerungseinrichtung zugeführten Abwassermenge und damit die Berechnung der Einleitungsgebühr nach dem Wirklichkeitsmaßstab ist in aller Regel nicht oder nur mit einem unverhältnismäßig hohen Aufwand möglich. Entwässerungsgebühren werden daher nach einem Wahrscheinlichkeitsmaßstab bemessen, wobei der modifizierte Frischwassermaßstab als Wahrscheinlichkeitsmaßstab dient. Der modifizierte Frischwassermaßstab ist für die Bemessung der Abwassergebühren von der Rechtsprechung  als geeigneter und zulässiger Maßstab anerkannt worden. Als Abwassermenge gelten beim modifizierten Frischwassermaßstab die aus der Wasserversorgungsanlage und aus der Eigengewinnungsanlage entnommenen Wassermengen abzüglich der nachweislich auf dem Grundstück verbrauchten oder zurückgehaltenen Wassermengen. Bagatellmengen werden meist in den kommunalen Entwässerungssatzungen vom Abzug ausgenommen, was nach der Rechtsprechung des Bundesverwaltungsgerichtes zulässig ist. Neuere Gerichtsentscheidungen sehen eine vom Abzug ausgeschlossene Bagatellmenge von 20 m³/Jahr als zu hoch an. Der VGH Baden-Württemberg ist sogar der Ansicht, dass Wassermengen, die nachweislich aufgrund von geeichten Wasserzählern nicht in die Kanalisation gelangt sind, stets absetzbar sind.
Mit der Abwassergebühr nach dem modifizierten Frischwassermaßstab sind  die Einleitungsmengen für Schmutzwasser und Niederschlagswasser abgegolten.
Beträgt allerdings  der Kostenanteil der Niederschlagswasserbeseitigung an den gebührenfähigen Kosten der gesamten Entwässerungseinrichtung  mehr als 12 %, so sind getrennte Gebühren für die Einleitung von Schmutzwasser und Niederschlagswasser zu berechnen und zu erheben (siehe Gesplittete Abwassergebühr). Im Zweifelsfall trägt die Kommune die Beweislast, dass von der Erhebung einer gesplitteten Abwassergebühr abgesehen werden kann.

## Berechnung
Die Berechnung der Abwassergebühren hat nach den Grundsätzen zu erfolgen, die in den Kommunalabgabengesetzen der einzelnen Länder festgelegt sind. Nach diesen länderspezifischen Bestimmungen sind alle Kommunen berechtigt Abwassergebühren zu erheben. Ein Großteil der Länder verpflichtet sogar ihre Kommunen Abwassergebühren von den Benutzern einer Entwässerungseinrichtung (Kanalisation und Kläranlage) zu verlangen.
Das Gebührenaufkommen soll grundsätzlich die nach betriebswirtschaftlichen Grundsätzen ansatzfähigen Kosten decken, jedoch nicht übersteigen (Kostendeckungsprinzip). Neben den Betriebskosten zählen auch angemessene Abschreibungen und eine angemessene Verzinsung des Anlagekapitals zu den ansatzfähigen Kosten.
In allen Ländern ist vor der Ermittlung der Abschreibungen das Anlagevermögen um die Einnahmen aus Beiträgen zu kürzen. Die gilt grundsätzlich auch für die erhaltenen Zuwendungen. Anstelle der Kürzung des Anlagevermögens um die Beiträge und Zuwendungen können aus den Beiträgen und Zuwendungen Sonderposten gebildet (passiviert) und ertragswirksam aufgelöst werden. In Bayern kann von der Kürzung des Anlagekapitals um die Zuwendungen abgesehen werden. Die hierdurch erzielten Mehrerlöse sind dann einer Rücklage zuzuführen, die zu verzinsen ist und zweckgebunden für Investitionen oder für den Erhaltungsaufwand der Entwässerungseinrichtung zu verwenden ist.
Die Abschreibungen sind in der Regel linear aus den Anschaffungs- und Herstellungskosten zu berechnen, wobei alternativ meist auch die Wiederbeschaffungszeitwerte zugrunde gelegt werden können. Die Länder Bayern und Sachsen bestimmen, dass aus den Mehrerlösen, die sich aus einer Abschreibung von Wiederbeschaffungszeitwerten gegenüber einer Abschreibung von Anschaffungs- und Herstellungskosten ergeben, Rücklagen zu bilden sind, die der Abwasserbeseitigungseinrichtung einschließlich einer angemessenen Verzinsung wieder zuzuführen sind.
Bei der Verzinsung des Anlagekapitals  darf in allen Bundesländern grundsätzlich der aus Beiträgen und Zuwendungen aufgebrachte Kapitalanteil nicht mit in die Berechnung der kalkulatorischen Zinsen einbezogen werden. Die Zinsen sind aus dem durch die Abschreibungen verminderten Kapital (Restkapital) zu berechnen (Restwertmethode). In einigen Bundesländern kann alternativ  der um die Hälfte reduzierte Wert des aufgewandten Kapitals der Zinsberechnung zu Grunde gelegt werden (Halbwert- bzw. Durchschnittswertmethode).
Bei Einrichtungen der Abwasserbeseitigung bleibt der Teilaufwand, der auf den Anschluss von öffentlichen Straßen, Wegen und Plätzen entfällt (Straßenentwässerungsanteil), bei den ansatzfähigen Kosten außer Betracht.
Die Erhebung von Grundgebühren und Mindestgebühren sind zulässig, soweit dies nicht ausdrücklich ausgeschlossen wird. Lediglich in den Ländern Bayern und Thüringen ist es den Kommunen untersagt, Mindestgebühren von den Benutzern zu verlangen.
Bei der Gebührenbemessung können die Kosten für einen mehrjährigen Zeitraum (=Bemessungszeitraum) berücksichtigt werden, der je nach Bundesland zwischen 2 und 5 Jahren liegt.
Die ermittelten ansatzfähigen Gesamtkosten (abzüglich der Grundgebühren) dividiert durch die nach dem modifizierten Frischwassermaßstab ermittelten Einleitungsmengen ergibt die Einleitungsgebühr. Leitet ein Teil der Benutzer sowohl Schmutzwasser als auch Regenwasser in eine kommunale Entwässerungseinrichtung ein, während ein Teil der Benutzer nur Schmutzwasser einleitet, so ist es im Hinblick auf den Gleichheitssatz und das Äquivalenzprinzip erforderlich, für reine Schmutzwassereinleiter die Gebühr angemessen zu reduzieren.
Nach Ablauf des Bemessungszeitraumes hat eine Nachkalkulation zu erfolgen. Kostenüberdeckungen, die sich am Ende eines Bemessungszeitraumes aufgrund der Nachkalkulation ergeben, sind im folgenden Bemessungszeitraum auszugleichen. Kostenunterdeckungen sollen in diesem Zeitraum ausgeglichen werden.

## Abgrenzung
Der Begriff Abwassergebühr ist nicht identisch mit dem Begriff Abwasserabgabe.